# Берлински въздушен мост
Берлинският въздушен мост (на немски: Berliner Luftbrücke) е операция на западните държави от Антихитлеристката коалиция по авиоснабдяването с продоволствия на блокирания от СССР достъп до Западен Берлин (окупационните зони на Великобритания, Франция и САЩ в столицата Берлин) чрез т. нар. Берлинска блокада.
Въздушният мост действа от 23 юни 1948 до 12 май 1949 година.
Това е хуманитарна операция, спасила милионното население на Западен Берлин през 1948 и 1949 г. Тази операция е демонстрация на големите следвоенни възможности на трите държави и има огромно политическо значение за установяване и стабилизиране на държавното статукво в разделена Европа след края на Втората световна война.
В операцията за превоз на продоволствие и храни за населението на окупационните зони участват военно-транспортни самолети от САЩ, Великобритания, Австралия, Нова Зеландия, Канада и ЮАР. Полетите са осъществявани по 3 въздушни коридора:
- от север: по направление Хамбург - Берлин
- от юг: по направление Франкфурт на Майн – Берлин
- централен коридор с направление от Берлин към Хановер.

Благодарение на организацията на полетите на всеки 3 минути каца самолет, а обработката на товарите е сведена от 75 до 30 минути.
Извършени са 278 228 полета. Превозени са 2 326 406 тона храни, провизии и други товари. Загинали са 39 британски и 31 американски пилоти.
Ползвани самолети
- Avro 683 Lancaster
- Avro 685 York
- Avro 688 Tudor
- Avro 689 Tudor
- Avro 691 Lancastrian
- Boeing C-97 Stratofreighter
- Bristol Typ 170 Freighter
- Consolidated B-24 Liberator
- Consolidated PBY Catalina – летяща лодка
- Douglas C-54 Skymaster – военен вариант на Douglas DC-4
- Douglas C-74 Globemaster
- Douglas C-47 (Дъглас C-47 Скайтрейн)- военен вариант на Douglas DC-3; (в британските ВВС Dakota)
- Fairchild C-82 Packet
- Handley Page Halifax Halton
- Handley Page Hastings
- Junkers Ju 52/3m (произвеждан във Франция)
- Short S. 25 Sunderland
- Vickers VC.1 Viking

- Берлински въздушен мост
- Британска летяща лодка Short Sunderland Mk V
- Британски самолет Avro 685 York
- Юнкерс Ju 52/3m
- Дъглас C-47 на летище Темпелхоф, Берлин
- Дъглас С-54 Skymaster на US въздушни сили
- Възпоменателна марка по случай 10-годишнината от Берлинския въздушен мост, 1959 г.